# Runina
Runina (in ungherese Juhászlak) è un comune della Slovacchia facente parte del distretto di Snina, nella regione di Prešov; è situato nella zona del parco nazionale Poloniny, che è uno dei patrimoni dell'umanità dell'UNESCO. 
La foresta di Stužica, una delle foreste primordiali dei faggi dei Carpazi, si trova a poca distanza dal comune.

## Storia
Venne menzionato per la prima volta nel 1569.